# Chris Zoricich
Chris Zoricich   (Auckland, 3 de maig de 1969) és un exfutbolista neozelandès de la dècada de 1990.
Fou internacional amb la selecció de futbol de Nova Zelanda.
Pel que fa a clubs, destacà a Leyton Orient i a l'equip reserva del Chelsea.